# Forțele prezente la bătălia de la Wagram

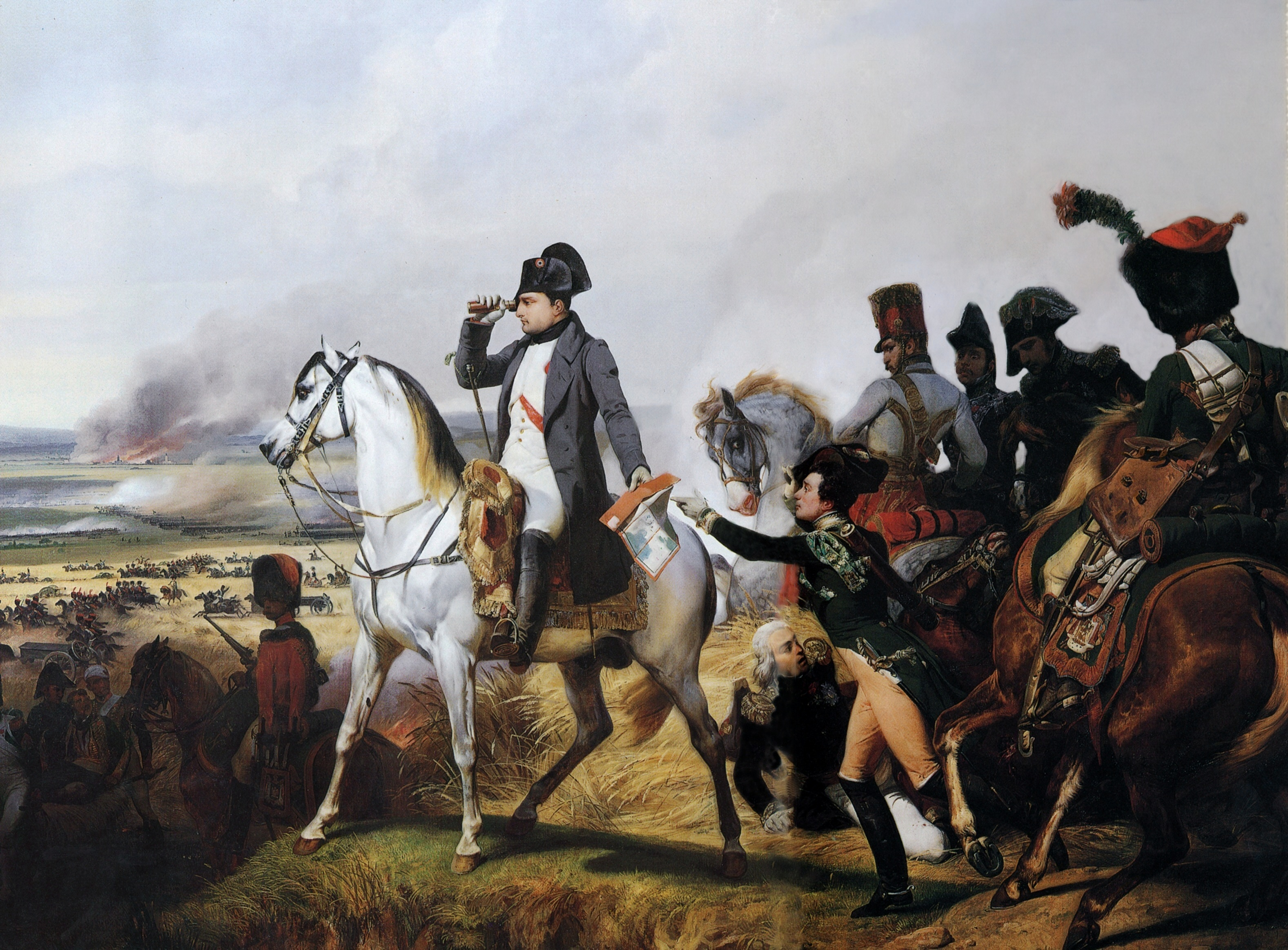
Napoleon la Wagram pe 6 iulie 1809

Pe 5 și 6 iulie 1809, la nord de Viena, a avut loc loc una dintre cele mai importante confruntări din istoria umană de până atunci, în cadrul bătăliei de la Wagram. Aceasta a opus o armată austriacă sub conducerea generalissimus Arhiduce Carol de Austria-Teschen unei armate franco-italo-germane, sub conducerea lui Napoleon I, Împărat al Franței, Rege al Italiei, Protector al Confederației Rinului. 
Mai jos sunt prezentate unitățile militare care au participat la această bătălie. Se regăsesc în cadrul acestei pagini doar trupele care se aflau îndeajuns de aproape de teatrul de ostilități în cadrul celor două zile, pentru a putea interveni. Corpul V austriac, lăsat în urmă drept rezervă strategică și armata austriacă a Austriei Interioare, ale cărei elemente de avangardă au sosit în apropierea câmpului de bătălie doar în după amiaza zilei de 6 iulie, prea târziu pentru a mai putea interveni, nu sunt amintite în cadrul acestui articol. În același sens, corpul francez VIII, lăsat în afara teatrului de ostilități; garnizoana franco-aliată și bateriile de pe insula Dunăreană Lobau; escadroanele și regimentele franceze lăsate pe malul drept al Dunării pentru a proteja liniile de comunicație și cea mai mare parte a Corpului de Centru al armatei franco-italiene din Italia, aflat la Pressburg, nu sunt amintite în cadrul acestei enumerări, deoarece nu au participat sau/și nu ar fi putut participa la această bătălie.  
Armata austriacă nu a primit întăriri în cea de-a doua zi. Arhiducele Carol a avut la dispoziție circa 140 000 - 150 000 de oameni, dintre care circa 15 000 de călăreți și peste 400 de piese de artilerie. 
În timpul primei zile de lupte, armata lui Napoleon număra circa 155 000 - 160 000 de oameni, iar în jurul amiezii celei de-a doua zile de lupte, efectivele acestei armate au crescut la circa 165 000-180 000 de oameni, dintre care peste 27 000 de călăreți și peste 400 de piese de artilerie. Această cifră rămâne aproximativă, deoarece nu ia în considerare pierderile din prima zi de lupte, care sunt greu de estimat. Pierderile armatei sunt estimate doar global, incluzând ostilitățile de pe data de 5 și 6 iulie. De asemenea, pe data de 6 iulie, Napoleon practic nu a putut conta pe trupele de infanterie din Corpul IX saxon, care erau total dezorganizate și inapte de luptă, în urma luptelor grele din prima zi. Forțele franceze și aliate includ două armate: Marea Armată din Germania, care participase la campania anterioară din Germania centrală și Austria din cadrul celei de-a Cincea Coaliții și Armata din Italia, de mai mici dimensiuni, care a sosit treptat și doar cu o parte din efective pe câmpul de bătălie, de-a lungul celor două zile. Ordinea de bătălie a armatei franceze a cunoscut o profundă reorganizare în timpul lunii iunie și a fost modificată chiar în timpul bătăliei, anumite unități fiind puse punctual sub comanda a diferiți comandanți, în funcție de necesități.

## Prescurtări ale unor grade militare sau demnități
| Armata franceză și italiană                     | Armata germană        | Armata austriacă                                    |
| ----------------------------------------------- | --------------------- | --------------------------------------------------- |
| MdE = Maréchal d'Empire (Mareșal al Imperiului) | -                     | FM = Feldmarschall (Feldmareșal)                    |
| -                                               | -                     | FZM = Feldzeugmeister                               |
| GD = Général de Division (General de divizie)   | GL = General-Leutnant | FML = Feldmarschalleutnant (Feldmareșal-locotenent) |
| -                                               | -                     | GdK = General der Kavallerie (General de cavalerie) |
| GB = Général de Brigade (General de brigadă)    | GM = General-Major    | GM = General-Major                                  |
| Col = Colonel                                   | idem                  | idem                                                |
| CdB = Chef de Bataillon (Șef de batalion)       | -                     | -                                                   |
| Maj = Maior                                     | idem                  | idem                                                |
| Cap = Căpitan                                   | idem                  | idem                                                |

## Forțele franco-aliate[1]
Comandant: Împăratul Napoleon I

### Marea Armată din Germania
Comandant: Împăratul Napoleon I
| Aghiotanți ai Împăratului     | Casa Militară a Împăratului              |
| ----------------------------- | ---------------------------------------- |
| GD Lauriston                  | Marele Mareșal GD Duroc                  |
| GB Savary                     | Primul Scutier GD Nansouty               |
| GB Lebrun                     | Maréchal des Logis du Palais GD de Ségur |
| GD Mouton                     |                                          |
| GD Rapp (absent)              |                                          |
| GB Reille                     |                                          |
| GD Lemarois (absent)          |                                          |
| GD Caffarelli, M-F-A (absent) |                                          |
| GD Bertrand                   |                                          |

#### Statul Major al Armatei
- Șef de Stat Major: MdE Berthier
  - Șef de Stat Major-adjunct: GD Dumas
    - Secund al Șefului de Stat Major-adjunct: GB Bailly de Monthion
- Comandant al artileriei: GD Lariboisière
  - Comandant-adjunct al artileriei: GD Foucher
- Comandant al geniului: GD Bertrand
  - Comandant-adjunct al geniului: Col Blein

#### Garda Imperială Franceză
| Unitate                                       | Comandant      | Efective                  | Morți                 | Răniți                    |
| --------------------------------------------- | -------------- | ------------------------- | --------------------- | ------------------------- |
| Garda Imperială                               | Napoleon I*    | 12 625                    |                       |                           |
| Divizia 1 (Tânăra Gardă)                      | GD Curial      | 4 668                     |                       |                           |
| Brigada 1                                     | GB Dumoustier  | 2 088                     |                       |                           |
| Regimentul de pușcași-vânători (2 bat.)       | Col Lanabère   | 1 029                     |                       |                           |
| Regimentul de pușcași-grenadieri (2 bat.)     | Col Bodelin    | 1 059                     |                       |                           |
| Brigada 2                                     | GB Roguet      | 2 484                     |                       |                           |
| Regimentul de tiraliori-vânători (2 bat.)     | Col Rosey      | 1 294                     |                       |                           |
| Regimentul de tiraliori-grenadieri (2 bat.)   | Col Laurède    | 1 190                     |                       |                           |
|                                               |                |                           |                       |                           |
| Divizia a 2-a (Vechea Gardă)                  | GD Dorsenne    | 2 604                     |                       |                           |
| Brigada 1                                     | GB Gros        | 2 656                     |                       |                           |
| Regimentul de vânători pedeștri (2 bat.)      | GD Curial**    | 1 392                     |                       |                           |
| Regimentul de grenadieri pedeștri (2 bat.)    | GB Michel      | 1 264                     |                       |                           |
|                                               |                |                           |                       |                           |
| Divizia a 3-a (Cavalerie)                     | GD Walther     | 3 871                     |                       |                           |
| Regimentul de grenadieri călare (4 esc.)      | GB Thiry***    | 994                       |                       |                           |
| Regimentul de dragoni                         | GB Letort      | 995                       |                       |                           |
| Regimentul de vânători-călare (4 esc.)        | GB Guyot       | 1 024                     |                       |                           |
| Regimentul de chevau-légers polonezi (4 esc.) | GB Krasinski   | 966                       |                       |                           |
| Legiunea de jandarmi de elită (2 esc.)        | GB Savary      | 309                       |                       |                           |
|                                               |                |                           |                       |                           |
| Artilerie (10 baterii)                        | GD Lauriston   | 2 397/60 de piese         | 6 ofițeri; 115 oameni | 13 ofițeri; 342 de oameni |
| Artileria pedestră (4 baterii)                | Col Drouot     | 24 de tunuri de 12 livre  |                       |                           |
| Artileria pedestră (o baterie de obuziere)    | Maj Pommereul  | 4 obuziere de 24 de livre |                       |                           |
| Artileria ecvestră (4 baterii)                | Maj d'Aboville | 24 de tunuri de 6 livre   |                       |                           |
| Artileria ecvestră (2 baterii)                | Maj Boulart    | 12 de tunuri de 8 livre   |                       |                           |
|                                               |                |                           |                       |                           |
| Marinari                                      | Cap Baste      | 113                       |                       |                           |
|                                               |                |                           |                       |                           |
| Geniu                                         | CdB Boissonet  |                           |                       |                           |

Observații

* Unii autori (Naulet, Hourtoulle) îl citează pe GD Walther ca fiind comandantul întregii Gărzi. Generalul Walther comandase într-adevăr Garda în timpul marșurilor acestei campanii. Rothenberg consideră că Împăratul Napoleon era comandantul direct al Gărzii, deoarece acesta păstra un control foarte strict asupra acestei unități care nu acționa decât la comanda sa. În plus, Walther, deși unul dintre cei mai experimentați generali de pe câmpul de bătălie, nu avea experiență decât în calitate de comandant de cavalerie. Grație prestigiului său în cadrul acestei unități și a faptului că a comandat foarte des cavaleria de Gardă, MdE Bessières era considerat în mod natural ca având autoritatea de a comanda această unitate, deși în această bătălie i se atribuise doar comandamentul Rezervei de Cavalerie. 
** GB Curial fusese promovat la gradul de GD înaintea bătăliei de la Aspern-Essling și i se acordase comanda unei diviziei 1 de Tânără Gardă, dar păstra nominal comanda regimentului de vânători pedeștri din Vechea Gardă, având funcția de maior general secund al acestora. Maiorul general al vânătorilor pedeștri (funcție onorifică), MdE Soult, se afla în Spania. 
*** Pigeard (La Garde Imperiale) îl citează pe GD Walther ca fiind comandantul direct al grenadierilor călare. Este cert că acest general a petrecut o mare parte din ziua de 6 iulie conducând direct acestă unitate pe care o prefera.

#### Corpul II (Oudinot)
| Unitate                                           | Comandant        | Efective                                              | Oameni scoși din luptă          |
| ------------------------------------------------- | ---------------- | ----------------------------------------------------- | ------------------------------- |
| Corpul al II-lea                                  | GD Oudinot*      | 30 469 de oameni                                      | 277 de ofițeri; 8 669 de oameni |
| Divizia 1**                                       | GD Tharreau      | 8 579                                                 |                                 |
| Brigada 1                                         | GB Conroux       |                                                       |                                 |
| Regimentul 6 Ușor (1 bat., al 4-lea)              |                  |                                                       |                                 |
| Regimentul 9 Ușor (1 bat., al 4-lea)              |                  |                                                       |                                 |
| Regimentul 24 Ușor (1 bat., al 4-lea)             |                  |                                                       |                                 |
| Regimentul 25 Ușor (1 bat., al 4-lea)             |                  |                                                       |                                 |
| Regimentul 27 Ușor (1 bat., al 4-lea)             |                  |                                                       |                                 |
| Tiraliorii corsicani (1 bat.)                     |                  |                                                       |                                 |
| Brigada a 2-a                                     | GB Albert        |                                                       |                                 |
| Regimentul 8 Linie (1 bat., al 4-lea)             | CdB Mariveaux    |                                                       |                                 |
| Regimentul 24 Linie (1 bat., al 4-lea)            |                  |                                                       |                                 |
| Regimentul 45 Linie (1 bat., al 4-lea)            |                  |                                                       |                                 |
| Regimentul 94 Linie (1 bat., al 4-lea)            |                  |                                                       |                                 |
| Regimentul 95 Linie (1 bat., al 4-lea)            |                  |                                                       |                                 |
| Regimentul 96 Linie (1 bat., al 4-lea)            |                  |                                                       |                                 |
| Brigada a 3-a                                     | GB Jarry         |                                                       |                                 |
| Regimentul 4 Linie (1 bat., al 4-lea)             |                  |                                                       |                                 |
| Regimentul 18 Linie (1 bat., al 4-lea)            | CdB Guigard      |                                                       |                                 |
| Regimentul 54 Linie (1 bat., al 4-lea)            |                  |                                                       |                                 |
| Regimentul 63 Linie (1 bat., al 4-lea)            | CdB Mouchon      |                                                       |                                 |
| Divizia a 2-a**                                   | GD Frère***      | 8 834                                                 |                                 |
| Brigada 1                                         | GB Coehorn       |                                                       |                                 |
| Regimentul 16 Ușor (1 bat., al 4-lea)             |                  |                                                       |                                 |
| Regimentul 17 Ușor (1 bat., al 4-lea)             | CdB Boulon       |                                                       |                                 |
| Regimentul 21 Ușor (1 bat., al 4-lea)             |                  |                                                       |                                 |
| Regimentul 26 Ușor (1 bat., al 4-lea)             |                  |                                                       |                                 |
| Regimentul 28 Ușor (1 bat., al 4-lea)             |                  |                                                       |                                 |
| Tiraliorii din Pad (1 bat.)                       |                  |                                                       |                                 |
| Brigada a 2-a                                     | GB Razout        |                                                       |                                 |
| Regimentul 27 Linie (1 bat., al 4-lea)            |                  |                                                       |                                 |
| Regimentul 39 Linie (1 bat., al 4-lea)            |                  |                                                       |                                 |
| Regimentul 59 Linie (1 bat., al 4-lea)            |                  |                                                       |                                 |
| Regimentul 69 Linie (1 bat., al 4-lea)            |                  |                                                       |                                 |
| Regimentul 76 Linie (1 bat., al 4-lea)            |                  |                                                       |                                 |
| Brigada a 3-a                                     | GB Ficatier      |                                                       |                                 |
| Regimentul 40 Linie (1 bat., al 4-lea)            |                  |                                                       |                                 |
| Regimentul 64 Linie (1 bat., al 4-lea)            |                  |                                                       |                                 |
| Regimentul 88 Linie (1 bat., al 4-lea)            |                  |                                                       |                                 |
| Regimentul 100 Linie (1 bat., al 4-lea)           |                  |                                                       |                                 |
| Regimentul 103 Linie (1 bat., al 4-lea)           |                  |                                                       |                                 |
| Divizia a 3-a                                     | GD Grandjean**** | 7 861                                                 |                                 |
| Brigada 1                                         | GB Marion        |                                                       |                                 |
| Regimentul 10 Ușor (3 bat.)                       | Col Berthezène   |                                                       |                                 |
| Brigada a 2-a                                     | GB Lorencez      |                                                       |                                 |
| Regimentul 3 Linie (3 bat.)                       | Col Schobert     |                                                       |                                 |
| Regimentul 57 Linie (3 bat.)                      | Col Charrière    |                                                       |                                 |
| Brigada a 3-a                                     | GB Brun          |                                                       |                                 |
| Regimentul 72 Linie (3 bat.)                      | Col Lafitte      |                                                       |                                 |
| Regimentul 105 Linie (3 bat.)                     | Col Blanmont     |                                                       |                                 |
| Legiunea portugheză                               | GB Logo          | 1 651                                                 |                                 |
| Semibrigada 13 (3 bat.)                           | GB Logo          |                                                       |                                 |
| Regimentul provizoriu de Vânători-călare (2 esc.) | Col Aguiar       |                                                       |                                 |
| Brigada de cavalerie ușoară                       | GB Colbert       | 1 650 de oameni                                       |                                 |
| Regimentul 9 Husari (3 esc.)                      | Col Gauthrin     |                                                       |                                 |
| Regimentul 7 Vânători-călare (3 esc.)             | Col Bohn         |                                                       |                                 |
| Regimentul 20 Vânători-călare (3 esc.)            | Col Castex       |                                                       |                                 |
| Artilerie (8 baterii) și geniu                    | GB Navelet       | 1 932 de oameni/48 de piese (36 de piese de regiment) |                                 |

Observații

* GD Oudinot l-a înlocuit la comanda Corpului II pe MdE Lannes, rănit mortal în timpul bătăliei de la Aspern-Essling.

** Diviziile a 1-a și a 2-a ale acestui Corp erau formate doar din batalionul 4 al mai multor regimente, unele prezente la Wagram în cadrul altor Corpuri, altele aflându-se în Spania cu celelalte 3 batalioane și cu colonelul lor. Batalionul 4 al acestor regimente era format în general din tineri recruți fără experiență, împărțiți, conform noului sistem francez, în 4 companii zise „de centru”. Pentru a se completa batalionul, conform regulamentului, se adăugau a 2 companii zise „de elită” (una de grenadieri și una de voltigeurs pentru regimentele de linie, respectiv una de carabinieri pedeștri și una de vânători pentru regimentele ușoare), formate în general din veterani.

*** După bătălia de la Aspern-Essling GD Frère l-a înlocuit la comanda diviziei a 2-a pe GD Claparède.

**** După bătălia de la Aspern-Essling GD Grandjean l-a înlocuit la comanda diviziei a 3-a pe GD Saint-Hilaire, rănit mortal pe 22 mai.

#### Corpul III (Davout)
| Unitate                                             | Comandant              | Efective                                             | Morți                        | Răniți                    |
| --------------------------------------------------- | ---------------------- | ---------------------------------------------------- | ---------------------------- | ------------------------- |
| Corpul al III-lea                                   | MdE Davout             | 42 541                                               | 22 de ofițeri; 732 de oameni | 207 ofițeri; 5 104 oameni |
| Divizia 1                                           | GD Morand              | 8 643                                                |                              |                           |
| Brigada 1                                           | GB Poncet              |                                                      |                              |                           |
| Regimentul 13 Ușor (3 bat.)                         | Col Guyardet           |                                                      |                              |                           |
| Regimentul 17 Linie (3 bat.)                        | Col Oudet              |                                                      |                              |                           |
| Brigada a 2-a                                       | GB Hoff                |                                                      |                              |                           |
| Regimentul 30 Linie (3 bat.)                        | Col Joubert            |                                                      |                              |                           |
| Regimentul 61 Linie (3 bat.)                        | Col Bouge              |                                                      |                              |                           |
| Divizia a 2-a                                       | GD Friant              | 9 730                                                |                              |                           |
| Brigada 1                                           | GB Gilly               |                                                      |                              |                           |
| Regimentul 15 Ușor (3 bat.)                         | Col Noos               |                                                      |                              |                           |
| Regimentul 33 Linie (3 bat.)                        | Col Pouchelon          |                                                      |                              |                           |
| Brigada a 2-a                                       | GB Barbanègre          |                                                      |                              |                           |
| Regimentul 48 Linie (3 bat.)                        | Col Groisne            |                                                      |                              |                           |
| Brigada a 3-a                                       | GB Grandeau            |                                                      |                              |                           |
| Regimentul 108 Linie (3 bat.)                       | Col Rottembourg        |                                                      |                              |                           |
| Regimentul 111 Linie (3 bat.)                       | Col Husson             |                                                      |                              |                           |
| Divizia a 3-a                                       | GD Gudin               | 10 508                                               |                              |                           |
| Brigada 1                                           | GB Boyer               |                                                      |                              |                           |
| Regimentul 7 Ușor (3 bat.)                          | Col Lamaire            |                                                      |                              |                           |
| Brigada a 2-a                                       | GB Leclerc des Essarts |                                                      |                              |                           |
| Regimentul 12 Linie (3 bat.)                        | Col Thoulouse          |                                                      |                              |                           |
| Regimentul 21 Linie (3 bat.)                        | Col Decouz             |                                                      |                              |                           |
| Brigada a 3-a                                       | GB Duppelin            |                                                      |                              |                           |
| Regimentul 25 Linie (3 bat.)                        | Col Dunesme            |                                                      |                              |                           |
| Regimentul 85 Linie (3 bat.)                        | Col Piat               |                                                      |                              |                           |
| Divizia a 4-a                                       | GD Puthod              | 4 734                                                |                              |                           |
| Brigada 1                                           | GB Girard              |                                                      |                              |                           |
| Regimentul 17 Linie (1 bat., al 4-lea)              |                        |                                                      |                              |                           |
| Regimentul 30 Linie (1 bat., al 4-lea)              |                        |                                                      |                              |                           |
| Regimentul 33 Linie (1 bat., al 4-lea)              |                        |                                                      |                              |                           |
| Regimentul 61 Linie (1 bat., al 4-lea)              |                        |                                                      |                              |                           |
| Regimentul 65 Linie (1 bat., al 4-lea)              |                        |                                                      |                              |                           |
| Brigada 2                                           | GB Desailly            |                                                      |                              |                           |
| Regimentul 7 Ușor (1 bat., al 4-lea)                |                        |                                                      |                              |                           |
| Regimentul 12 Linie (1 bat., al 4-lea)              |                        |                                                      |                              |                           |
| Regimentul 25 Linie (1 bat., al 4-lea)              |                        |                                                      |                              |                           |
| Regimentul 85 Linie (1 bat., al 4-lea)              |                        |                                                      |                              |                           |
| Regimentul 111 Linie (1 bat., al 4-lea)             |                        |                                                      |                              |                           |
| Divizia de cavalerie ușoară                         | GD Montbrun            | 1 219                                                |                              |                           |
| Brigada 1                                           | GB Jacquinot           |                                                      |                              |                           |
| Regimentul 1 Vânători-călare (4 esc.)               | Col Méda               |                                                      |                              |                           |
| Regimentul 2 Vânători-călare (4 esc.)               | Col Mathis             |                                                      |                              |                           |
| Regimentul 7 Husari (4 esc.)                        | Col Domon              |                                                      |                              |                           |
| Brigada a 2-a                                       | GB Pajol               |                                                      |                              |                           |
| Regimentul 5 Husari (4 esc.)                        | Col d'Héry             |                                                      |                              |                           |
| Regimentul 11 Vânători-călare (4 esc.)              | Col Désirat            |                                                      |                              |                           |
| Regimentul 12 Vânători-călare (4 esc.)              | Col Ghigny (?)         |                                                      |                              |                           |
| Divizia de Dragoni (detașată din Armata din Italia) | GD Pully               | 1 182                                                |                              |                           |
| Regimentul 23 Dragoni (4 esc.)                      | Col Thierry            |                                                      |                              |                           |
| Regimentul 28 Dragoni (3 esc.)                      | Col Montmarie          |                                                      |                              |                           |
| Regimentul 29 Dragoni (3 esc.)                      | Col Avice              |                                                      |                              |                           |
| Divizia de Dragoni (detașată din Armata din Italia) | GD Grouchy             | 2 300                                                |                              |                           |
| Regimentul 7 Dragoni (4 esc.)                       | Col Séron              |                                                      |                              |                           |
| Regimentul 30 Dragoni (4 esc.)                      |                        |                                                      |                              |                           |
| Regimentul italian atașat Dragoni Regina (4 esc.)   |                        |                                                      |                              |                           |
| Regimentul 1 Cacciatori a Cavallo (1 esc.)          |                        |                                                      |                              |                           |
| Artilerie (8 baterii) și geniu                      |                        | 1 393 de oameni/51 de piese; 36 de piese de regiment |                              |                           |

#### Corpul IV (Masséna)
| Unitate                                                               | Comandant                        | Efective                    | Morți | Răniți | Prizonieri |
| --------------------------------------------------------------------- | -------------------------------- | --------------------------- | ----- | ------ | ---------- |
| Corpul al IV-lea                                                      | MdE Masséna                      | 29 391                      |       |        |            |
| Divizia 1                                                             | GD Legrand                       | 5 083                       | 400   | 1 545  | 49         |
| Brigada 1                                                             | GB Ledru des Essarts             |                             |       |        |            |
| Regimentul 26 Ușor (3 bat.)                                           | Col Campi                        |                             |       |        |            |
| Regimentul 18 Linie (3 bat.)                                          | Col Ravier                       |                             |       |        |            |
| Brigada a 2-a (Baden)                                                 | Col von Neuenstein               |                             | 95    | 275    |            |
| Regimentul Ușor (Jäger) (1 bat.)                                      | Maj von Brandt                   |                             |       |        |            |
| Regimentul 1 de Gardă (Leibregiment) (2 bat.)                         |                                  |                             |       |        |            |
| Regimentul 2 Infanterie (Erbgrossherzog) (2 bat.)                     | Prințul moștenitor de Baden      |                             |       |        |            |
| Regimentul 3 Infanterie (1 bat.)                                      | Maj von Hochberg                 |                             |       |        |            |
| Divizia a 2-a                                                         | GD Carra Saint-Cyr               | 8 411                       | 326   | 2817   | 891        |
| Brigada 1                                                             | GB Cosson                        |                             |       |        |            |
| Regimentul 24 Ușor (3 bat.)                                           | Col Pourailly                    |                             |       |        |            |
| Brigada a 2-a                                                         | GB Dalesme                       |                             |       |        |            |
| Regimentul 4 Linie (3 bat.)                                           | Col Boyeldieu                    |                             |       |        |            |
| Regimentul 46 Linie (3 bat.)                                          | Col Baudinot                     |                             |       |        |            |
| Brigada a 3-a (Hessa-Darmstadt)                                       | GB Schiner și GB von Nagel       |                             | 127   | 453    |            |
| Regimentul de Infanterie a Gărzii (2 bat.)                            | Col von Lehrbach                 |                             |       |        |            |
| Regimentul de Linie (2 bat.)                                          |                                  |                             |       |        |            |
| Regimentul Ușor de Gardă (1 bat.)                                     | Lt-Col von Beck                  |                             |       |        |            |
| Divizia a 3-a                                                         | GD Molitor                       | 5 685                       | 199   | 766    | 8          |
| Brigada 1                                                             | GB Leguay                        |                             |       |        |            |
| Regimentul 2 Linie (3 bat.)                                           | Col Delga                        |                             |       |        |            |
| Regimentul 16 Linie (3 bat.)                                          | Col Marin                        |                             |       |        |            |
| Brigada a 2-a                                                         | GB Viviès                        |                             |       |        |            |
| Regimentul 37 Linie (3 bat.)                                          | Col Gauthier †                   |                             |       |        |            |
| Regimentul 67 Linie (3 bat.)                                          | Col Petit                        |                             |       |        |            |
| Divizia a 4-a                                                         | GD Boudet                        | 4 584                       | 39    | 280    | 95         |
| Brigada 1                                                             | GB Firion                        |                             |       |        |            |
| Regimentul 3 Ușor (2 bat.)                                            | Col Lamarque d'Arrouzat          |                             |       |        |            |
| Brigada a 2-a                                                         | GB Valory                        |                             |       |        |            |
| Regimentul 93 Linie (2 bat.)                                          | Col Grillot                      |                             |       |        |            |
| Regimentul 56 Linie (3 bat.)                                          | Col Gengoult                     |                             |       |        |            |
| Brigada de cavalerie ușoară                                           | GB Marulaz                       | 1 464                       | 82    | 250    | 80         |
| Regimentul 3 Vânători-călare (3 esc.)                                 | Col Saint-Mars                   |                             |       |        |            |
| Regimentul 14 Vânători-călare (3 esc.)                                | Col Lion                         |                             |       |        |            |
| Regimentul 19 Vânători-călare (3 esc.)                                | Col Leduc                        |                             |       |        |            |
| Regimentul 23 Vânători-călare (3 esc.)                                | Col Lambert                      |                             |       |        |            |
| Regimentul de Dragoni din Baden (1 esc.)                              | Col Freystedt                    |                             |       |        |            |
| Regimentul Chevau-légers din Hessa (2 esc.)                           | Col Chamot și Maj von Munchingen |                             |       |        |            |
| Divizia a 4-a de cavalerie ușoară (detașată din Rezerva de cavalerie) | GD Lasalle †                     | 1 843                       | 38    | 360    | 90         |
| Brigada 1                                                             | GB Bruyères                      |                             |       |        |            |
| Regimentul 13 Vânători-călare (3 esc.)                                | Col Demengeot                    |                             |       |        |            |
| Regimentul 24 Vânători-călare (3 esc.)                                | Col Ameil                        |                             |       |        |            |
| Brigada a 2-a                                                         | GB Piré                          |                             |       |        |            |
| Regimentul 8 Husari (4 esc.)                                          | Col Laborde †                    |                             |       |        |            |
| Regimentul 16 Vânători-călare (4 esc.)                                | Col Maupoint                     |                             |       |        |            |
| Artilerie (10 baterii) și geniu                                       |                                  | 2 321 de oameni/61 de piese |       |        |            |

#### Corpul VII (Divizia bavareză a lui De Wrede)
| Unitate                             | Comandant             | Efective               | Morți | Răniți |
| ----------------------------------- | --------------------- | ---------------------- | ----- | ------ |
| Corpul al VII-lea                   | MdE Lefebvre (absent) |                        |       |        |
| Divizia 1 (Bavaria)                 | G-Lt de Wrede         | 6 866                  |       |        |
| Brigada 1                           | GB Minucci            |                        |       |        |
| Bat. 6 Infanterie Ușoară            |                       |                        |       |        |
| Regimentul 3 Linie (2 bat.)         | Col Berchem           |                        |       |        |
| Regimentul 13 Linie (2 bat.)        |                       |                        |       |        |
| Brigada a 2-a                       | GB Beckers            |                        |       |        |
| Regimentul 6 Linie (2 bat.)         |                       |                        |       |        |
| Regimentul 7 Linie (2 bat.)         |                       |                        |       |        |
| Brigada a 3-a                       | GB Preysing           |                        |       |        |
| Regimentul 2 Chevau-légers (4 esc.) |                       |                        |       |        |
| Regimentul 3 Chevau-légers (4 esc.) |                       |                        |       |        |
| Artilerie (2 baterii) și geniu      |                       | 460 de oameni/16 piese |       |        |

#### Corpul IX (Bernadotte)
| Unitate                                           | Comandant         | Efective                  | Morți                  | Răniți                    |
| ------------------------------------------------- | ----------------- | ------------------------- | ---------------------- | ------------------------- |
| Corpul al IX-lea                                  | MdE Bernadotte    | 18 272 de oameni          | 61 ofițeri; 887 oameni | 133 ofițeri; 4 131 oameni |
| Divizia 1 (Saxonia)                               | GL von Zerschwitz |                           |                        |                           |
| Brigada 1                                         | GM Hartitzsch †   |                           |                        |                           |
| Bat. de Grenadieri ai Gărzii (Leibgrenadiergarde) |                   |                           |                        |                           |
| Bat. de Grenadieri al lui Bose                    |                   |                           |                        |                           |
| Bat. lui Hach                                     |                   |                           |                        |                           |
| Brigada a 2-a                                     | GM Zeschau        |                           |                        |                           |
| Regimentul Regelui (2 bat.)                       |                   |                           |                        |                           |
| Bat. lui Niesemenschel                            |                   |                           |                        |                           |
| Bat. lui Klengel                                  |                   |                           |                        |                           |
| Brigada a 3-a (cavalerie)                         | GM Gutschmitz     |                           |                        |                           |
| Regimentul Leibgarde (2 esc.)                     |                   |                           |                        |                           |
| Regimentul de Carabinieri (2 esc.)                |                   |                           |                        |                           |
| Regimentul Chevau-légers Prințul Clement (2 esc.) |                   |                           |                        |                           |
| Regimentul Chevau-légers Ducele Albert (1 esc.)   |                   |                           |                        |                           |
| Regimentul de Husari (3 esc.)                     |                   |                           |                        |                           |
| Divizia a 2-a (Saxonia)                           | GL von Polentz    |                           |                        |                           |
| Brigada 1                                         | GM Lecoq          |                           |                        |                           |
| Bat. Prințului Clement                            |                   |                           |                        |                           |
| Bat. lui Low                                      |                   |                           |                        |                           |
| Bat. lui Cerini                                   |                   |                           |                        |                           |
| Bat. de tiraliori al lui Egidy                    |                   |                           |                        |                           |
| Brigada a 2-a                                     | Col Steindel      |                           |                        |                           |
| Bat. Prințului Maximilian                         |                   |                           |                        |                           |
| Bat. Prințului Frederick                          |                   |                           |                        |                           |
| Bat. Prințului Antoine                            |                   |                           |                        |                           |
| Brigada a 3-a (cavalerie)                         | GM Feititzsch     |                           |                        |                           |
| Regimentul de Cuirasieri ai Gărzii (4 esc.)       |                   |                           |                        |                           |
| Regimentul Chevau-légers Prințul Ioan (4 esc.)    |                   |                           |                        |                           |
| Divizia a 3-a                                     | GD Dupas          |                           | 22 ofițeri; 512 oameni | 39 ofițeri; 1 946 oameni  |
| Brigada 1                                         | GB Gency          |                           |                        |                           |
| Regimentul 5 Ușor (2 bat.)                        | Col Dubreton      |                           |                        |                           |
| Brigada a 2-a                                     | GB Veaux          |                           |                        |                           |
| Regimentul 19 Linie (3 bat.)                      | Col Aubry         |                           |                        |                           |
| Bat. lui Radelof                                  |                   |                           |                        |                           |
| Bat. lui Winkelmann                               |                   |                           |                        |                           |
| Bat. de tiraliori al lui Metzsch                  |                   |                           |                        |                           |
| Artilerie (8 baterii) și geniu                    |                   | 938 de oameni/41 de piese |                        |                           |

#### Corpul XI sau Armata din Dalmația (Marmont)
| Unitate                                 | Comandant              | Efective         | Morți | Răniți |
| --------------------------------------- | ---------------------- | ---------------- | ----- | ------ |
| Corpul al XI-lea (Armata din Dalmația)  | GD Marmont             | 10 070 de oameni |       |        |
| Divizia 1                               | GD Claparède           |                  |       |        |
| Brigada 1                               | GB Soyez               |                  |       |        |
| Regimentul 5 Linie (2 bat.)             | Col Roussille          |                  |       |        |
| Brigada a 3-a                           | GB Bertrand de Sivray  |                  |       |        |
| Regimentul 79 Linie (2 bat.)            | Col Godart             |                  |       |        |
| Regimentul 81 Linie (2 bat.)            | Col Bonté              |                  |       |        |
| Divizia a 2-a                           | GD Clauzel             |                  |       |        |
| Brigada 1                               | GB Delzons             |                  |       |        |
| Regimentul 8 Ușor (2 bat.)              | Col Bellair            |                  |       |        |
| Regimentul 23 Linie (2 bat.)            |                        |                  |       |        |
| Brigada a 2-a                           | GB Bachelu             |                  |       |        |
| Regimentul 11 Linie (2 bat.)            |                        |                  |       |        |
| Brigada de cavalerie ușoară             |                        | 270 de oameni    |       |        |
| Regimentul 3 Vânători-călare (1 comp.)  |                        |                  |       |        |
| Regimentul 24 Vânători-călare (1 comp.) |                        |                  |       |        |
| Artilerie (2 baterii) și geniu          | 515 oameni și 19 piese |                  |       |        |

#### Rezerva de cavalerie (Bessières)
| Unitate                           | Comandant              | Efective               | Morți                     | Răniți                      |
| --------------------------------- | ---------------------- | ---------------------- | ------------------------- | --------------------------- |
| Rezerva de cavalerie              | MdE Bessières          | 8 696 de oameni        |                           |                             |
| Divizia 1 (cavalerie grea)        | GD Nansouty            | 4 039 de oameni        | 12 ofițeri; 105 călăreți  | 37 ofițeri; 415 călăreți    |
| Brigada 1                         | GB DeFrance            |                        |                           |                             |
| Regimentul 1 Carabinieri (4 esc.) | Col La Roche           |                        |                           |                             |
| Regimentul 2 Carabinieri (4 esc.) | Col Blancard           |                        |                           |                             |
| Brigada a 2-a                     | GB Doumerc             |                        |                           |                             |
| Regimentul 2 Cuirasieri (4 esc.)  | Col Chouard            |                        |                           |                             |
| Regimentul 9 Cuirasieri (4 esc.)  | Col Paultre de Lamotte |                        |                           |                             |
| Brigada a 3-a                     | GB Saint-Germain       |                        |                           |                             |
| Regimentul 3 Cuirasieri (4 esc.)  | Col Richter            |                        |                           |                             |
| Regimentul 12 Cuirasieri (4 esc.) | Col Dornes             |                        |                           |                             |
| Divizia a 2-a (cavalerie grea)    | GD Saint-Sulpice       | 1 994 de oameni        | 2 ofițeri; 27 de călăreți | 5 ofițeri; 66 de călăreți   |
| Brigada 1                         | GB Fiteau              |                        |                           |                             |
| Regimentul 1 Cuirasieri (4 esc.)  | Col Berckheim          |                        |                           |                             |
| Regimentul 5 Cuirasieri (4 esc.)  | Col Quinette           |                        |                           |                             |
| Brigada a 2-a                     | GB Guitton             |                        |                           |                             |
| Regimentul 10 Cuirasieri (3 esc.) | Col Lhéritier          |                        |                           |                             |
| Regimentul 11 Cuirasieri (3 esc.) | Col Duclaux            |                        |                           |                             |
| Divizia a 3-a (cavalerie grea)    | GD Arrighi             | 1 931 de oameni        | 2 ofițeri; 39 de călăreți | 24 de ofițeri; 212 călăreți |
| Brigada 1                         | GB Reynaud             |                        |                           |                             |
| Regimentul 4 Cuirasieri (4 esc.)  | Col prinț Borghèse     |                        |                           |                             |
| Regimentul 6 Cuirasieri (4 esc.)  | Col d'Haugéranville    |                        |                           |                             |
| Brigada a 2-a                     | GB Bordesoulle         |                        |                           |                             |
| Regimentul 7 Cuirasieri (4 esc.)  | Col Dubois             |                        |                           |                             |
| Regimentul 8 Cuirasieri (4 esc.)  | Col Grandjean          |                        |                           |                             |
| Artilerie (o baterie) și geniu    |                        | 732 de oameni/10 piese |                           |                             |

### Armata din Italia(Eugène)
Sub comanda generală a Împăratului Napoleon I al Franței, rege al Italiei
Comandant: Prințul Eugène
- Prim-aghiotant: GB Charles-Nicolas de Vraincourt d'Anthouard

| Unitate                              | Comandant                                         | Efective                   | Morți | Răniți |
| ------------------------------------ | ------------------------------------------------- | -------------------------- | ----- | ------ |
| Armata din Italia                    | Prințul Eugène                                    |                            |       |        |
| Corpul al V-lea                      | GD MacDonald                                      |                            |       |        |
| Divizia 1                            | GD Lamarque                                       |                            |       |        |
| Brigada 1                            | GB Huard                                          |                            |       |        |
| Regimentul 18 Ușor (2 bat.)          | Col Christiani                                    |                            |       |        |
| Regimentul 13 Linie (3 bat.)         | Col Huin                                          |                            |       |        |
| Regimentul 92 Linie (2 bat.)         | Col Nagle                                         |                            |       |        |
| Brigada a 2-a                        | GB Alméras                                        |                            |       |        |
| Regimentul 23 Linie (2 bat.)         | Col Minal                                         |                            |       |        |
| Regimentul 29 Linie (4 bat.)         | Col Billard                                       |                            |       |        |
| Divizia a 2-a                        | GD Broussier                                      |                            |       |        |
| Brigada 1                            | GB Quetard                                        |                            |       |        |
| Regimentul 9 Linie (3 bat.)          | Col Gallet                                        |                            |       |        |
| Regimentul 84 Linie (3 bat.)         | Col Gambin                                        |                            |       |        |
| Brigada a 2-a                        | GB Dessaix                                        |                            |       |        |
| Regimentul 92 Linie (4 bat.)         | Col Nagle                                         |                            |       |        |
| Corpul al V-lea                      | GD Grenier                                        |                            |       |        |
| Divizia 1                            | GD Séras                                          |                            |       |        |
| Brigada 1                            | GB Moreau                                         |                            |       |        |
| Regimentul 35 Linie (1 bat.)         | CdB Figié                                         |                            |       |        |
| Regimentul 53 Linie (4 bat.)         | Col Grosbon                                       |                            |       |        |
| Brigada a 2-a                        | GB Roussel                                        |                            |       |        |
| Regimentul 42 Linie (1 bat.)         | CdB Juge                                          |                            |       |        |
| Regimentul 106 Linie (3 bat.)        | Col Bertrand                                      |                            |       |        |
| Divizia a 2-a                        | GD Durutte                                        |                            |       |        |
| Brigada 1                            | GB Valentin                                       |                            |       |        |
| Regimentul 23 Ușor (3 bat.)          | Col Horiot † ; de pe 6 iulie Col Delacambre       |                            |       |        |
| Regimentul 62 Linie (4 bat.)         | Col Bruny                                         |                            |       |        |
| Brigada a 2-a                        | GB Pastol (?) / GB Bruch (?)                      |                            |       |        |
| Regimentul 60 Linie (2 bat.)         | Maj Grobon                                        |                            |       |        |
| Regimentul 102 Linie (3 bat.)        | Col Sibera                                        |                            |       |        |
| Divizia a 3-a                        | GD Pacthod                                        |                            |       |        |
| Brigada 1                            | GB Abbé                                           |                            |       |        |
| Regimentul 8 Ușor (2 bat.)           | Col Bellair                                       |                            |       |        |
| Regimentul 1 Linie (4 bat.)          | Col Saint-Martin                                  |                            |       |        |
| Brigada a 2-a                        | GB Teste                                          |                            |       |        |
| Regimentul 52 Linie (4 bat.)         | Col Grenier J-G                                   |                            |       |        |
| Divizia de cavalerie ușoară          | GD Sahuc, rănit pe 5 iulie, înlocuit de GB Gérard |                            |       |        |
| Regimentul 6 Vânători-călare (4 esc) | Col Ledard                                        |                            |       |        |
| Regimentul 8 Vânători-călare (4 esc) | Col Curto                                         |                            |       |        |
| Regimentul 9 Vânători-călare (3 esc) | Col Delacroix                                     |                            |       |        |
| Guardia Reale                        | GD Fontanelli                                     |                            |       |        |
| Brigada 1                            | GB Guérin                                         |                            |       |        |
| Guardia del Onore (1 esc.)           |                                                   |                            |       |        |
| Dragoni dei Regina (2 esc.)          |                                                   |                            |       |        |
| Brigada a 2-a                        | GB Lecchi                                         |                            |       |        |
| Granatieri (1 bat.)                  |                                                   |                            |       |        |
| Cacciatori (1 bat.)                  |                                                   |                            |       |        |
| Veliti (1 bat.)                      |                                                   |                            |       |        |
| Artilerie (6 baterii)                | GD Sorbier                                        | 1055 de oameni/36 de piese |       |        |

## Armata austriacă[2]

### Avangarda (Nordmann)
| Unitate                                     | Comandant      | Efective | Morți | Răniți |
| ------------------------------------------- | -------------- | -------- | ----- | ------ |
| Avangardă                                   | FML Nordmann † | 13 824   |       |        |
| Brigada 1                                   | GM Riese       |          |       |        |
| Regimentul 44 Bellegarde (3 bat.)           |                |          |       |        |
| Regimentul 46 Chasteler (3 bat.)            |                |          |       |        |
| Regimentul 58 Beaulieu (3 bat.)             |                |          |       |        |
| Bat. 1 Landwehr                             |                |          |       |        |
| Bat. 2 Landwehr                             |                |          |       |        |
| Bat. 3 Landwehr                             |                |          |       |        |
| Brigada a 2-a                               | GM Mayer       |          |       |        |
| Regimentul 4 Deutschmeister (3 bat.)        |                |          |       |        |
| Regimentul 49 Kerpen (3 bat.)               |                |          |       |        |
| Bat. 5 Landwehr                             |                |          |       |        |
| Bat. 6 Landwehr                             |                |          |       |        |
| Brigada a 3-a                               | GM Veczey      |          |       |        |
| Regimentul Grenzer Valahia-Iliria (2 bat.)  |                |          |       |        |
| Regimentul 4 Husari Hessen-Homburg (6 esc.) |                |          |       |        |
| Brigada a 4-a                               | GM Frölich     |          |       |        |
| Bat. 1 Vânători                             |                |          |       |        |
| Bat. 7 Vânători                             |                |          |       |        |
| Regimentul 10 Husari Stipsicz (8 esc.)      |                |          |       |        |
| Regimentul 12 Husari Primatial (6 esc.)     |                |          |       |        |

### Corpul I (Bellegarde)
| Unitate                                    | Comandant      | Efective | Morți | Răniți |
| ------------------------------------------ | -------------- | -------- | ----- | ------ |
| Corpul I                                   | GdK Bellegarde | 21 893   |       |        |
| Divizia 1                                  | FML Dedovich   | 11 950   |       |        |
| Brigada 1                                  | GM Henneberg   |          |       |        |
| Regimentul 17 Reuss-Plauen (3 bat.)        |                |          |       |        |
| Regimentul 36 Kollowrat (3 bat.)           |                |          |       |        |
| Brigada a 2-a                              | GM Wacquant    |          |       |        |
| Regimentul 11 Arhiducele Rainer (3 bat.)   |                |          |       |        |
| Regimentul 47 Vogelsang (3 bat.)           |                |          |       |        |
| Divizia a 2-a                              | FML Frensnel   | 9 943    |       |        |
| Brigada 1                                  | GM Clary       |          |       |        |
| Regimentul 10 Mitrowsky (2 bat.)           |                |          |       |        |
| Regimentul 42 Erbach (2 bat.)              |                |          |       |        |
| Bat. Landwehr Hradisch                     |                |          |       |        |
| Brigada a 2-a                              | GM Rosen       |          |       |        |
| Regimentul 35 Argenteau (3 bat.)           |                |          |       |        |
| Bat. 4 al Legiunii Arhiducelui Carol       |                |          |       |        |
| Brigada a 3-a                              | GM Stutterheim |          |       |        |
| Bat. 2 Vânători                            |                |          |       |        |
| Regimentul 5 Chevau-légers Klenau (8 esc.) |                |          |       |        |

### Corpul II (Hohenzollern)
| Unitate                                     | Comandant        | Efective | Morți | Răniți |
| ------------------------------------------- | ---------------- | -------- | ----- | ------ |
| Corpul II                                   | FML Hohenzollern | 25 368   |       |        |
| Divizia 1                                   | FML Brady        | 13 112   |       |        |
| Brigada 1                                   | GM Paar          |          |       |        |
| Regimentul 54 Froon (3 bat.)                |                  |          |       |        |
| Regimentul 25 Zettwitz (3 bat.)             |                  |          |       |        |
| Bat. 3 Landwehr Hradisch                    |                  |          |       |        |
| Brigada a 2-a                               | GM Buresch       |          |       |        |
| Regimentul 57 Joseph Colloredo (3 bat.)     |                  |          |       |        |
| Regimentul 15 Zach (2 bat.)                 |                  |          |       |        |
| Bat. 1 Landwehr Brünner                     |                  |          |       |        |
| Bat. 3 Landwehr Brünner                     |                  |          |       |        |
| Divizia a 2-a                               | FML Ulm          | 10 227   |       |        |
| Brigada 1                                   | GM Altstern      |          |       |        |
| Regimentul 21 Rohan (3 bat.)                |                  |          |       |        |
| Brigada a 2-a                               | GM Wied Runtel   |          |       |        |
| Regimentul 18 Aspre (3 bat.)                |                  |          |       |        |
| Regimentul 28 Fröhlich (3 bat.)             |                  |          |       |        |
| Divizia a 3-a                               | FML Siegenthal   | 2 029    |       |        |
| Brigada 1                                   | GM Hardegg       |          |       |        |
| Bat. 2 al Legiunii Arhiducelui Carol        |                  |          |       |        |
| Bat. 8 Vânători                             |                  |          |       |        |
| Regimentul 4 Chevau-légers Vincent (6 esc.) |                  |          |       |        |

### Corpul III (Kollowrat)
| Unitate                                   | Comandant          | Efective | Morți | Răniți |
| ----------------------------------------- | ------------------ | -------- | ----- | ------ |
| Corpul III                                | FZM Kollowrat      | 16 596   |       |        |
| Divizia 1                                 | FML Saint Julien   | 8 363    |       |        |
| Brigada 1                                 | GM Lilienberg      |          |       |        |
| Regimentul 23 Würzburg (2 bat.)           |                    |          |       |        |
| Regimentul 1 Kaiser (2 bat.)              |                    |          |       |        |
| Regimentul 12 Manfredini (3 bat.)         |                    |          |       |        |
| Brigada a 2-a                             | GM Biber           |          |       |        |
| Regimentul 20 Kaunitz (3 bat.)            |                    |          |       |        |
| Regimentul 38 Württemberg (2 bat.)        |                    |          |       |        |
| Divizia a 2-a                             | FML Vukassovitch † | 8 233    |       |        |
| Brigada 1                                 | GM Grill           |          |       |        |
| Regimentul 56 Wenzel Colloredo (3 bat.)   |                    |          |       |        |
| Regimentul 7 Karl Schröder (3 bat.)       |                    |          |       |        |
| Brigada a 2-a                             | GM Wratislav       |          |       |        |
| Bat. 1 Landwehr Prager                    |                    |          |       |        |
| Bat. 1 Landwehr Berauner                  |                    |          |       |        |
| Bat. 2 Landwehr Berauner                  |                    |          |       |        |
| Brigada a 3-a                             | GM Schneller       |          |       |        |
| Bat. de Vânători Lobkowitz                |                    |          |       |        |
| Regimentul 2 Ulani Schwarzenberg (6 esc.) |                    |          |       |        |

### Corpul IV (Rosenberg)
| Unitate                                           | Comandant                 | Efective | Morți | Răniți |
| ------------------------------------------------- | ------------------------- | -------- | ----- | ------ |
| Corpul IV                                         | FML Rosenberg             | 18 024   |       |        |
| Divizia 1                                         | FML Hohenlohe Bartenstein | 4 479    |       |        |
| Brigada 1                                         | GM Hessen Homburg         |          |       |        |
| Regimentul 2 Hiller (3 bat.)                      |                           |          |       |        |
| Regimentul 33 Sztarry (3 bat.)                    |                           |          |       |        |
| Divizia a 2-a                                     | FML Victor Rohan          | 5 368    |       |        |
| Brigada 1                                         | GM Swinburne              |          |       |        |
| Regimentul 8 Arhiducele Ludovic (3 bat.)          |                           |          |       |        |
| Regimentul 22 Coburg (3 bat.)                     |                           |          |       |        |
| Bat. 1 Landwehr Iglauer                           |                           |          |       |        |
| Bat. 1 Landwehr Znaimer                           |                           |          |       |        |
| Divizia a 3-a                                     | FML Radetzky              | 8 177    |       |        |
| Brigada 1                                         | GM Weiss                  |          |       |        |
| Regimentul 50 Stain (3 bat.)                      |                           |          |       |        |
| Regimentul 3 Arhiducele Carol (3 bat.)            |                           |          |       |        |
| Bat. 4 Landwehr                                   |                           |          |       |        |
| Bat. 2 Landwehr Schönborn                         |                           |          |       |        |
| Brigada a 2-a                                     | GM Provencheres           |          |       |        |
| Bat. de Vânători Wabricht                         |                           |          |       |        |
| Bat. 2 Voluntari din Moravia                      |                           |          |       |        |
| Regimentul 3 Husari Arhiducele Ferdinand (8 esc.) |                           |          |       |        |

### Corpul VI (Klenau)
| Unitate                                    | Comandant       | Efective | Morți | Răniți |
| ------------------------------------------ | --------------- | -------- | ----- | ------ |
| Corpul VI                                  | FML Klenau      | 13 742   |       |        |
| Divizia 1                                  | FML Vincen      | 3 750    |       |        |
| Brigada 1                                  | GM Wallmoden    |          |       |        |
| Regimentul Grenzer Broder (1/2 bat.)       |                 |          |       |        |
| Regimentul 7 Husari Liechtenstein (8 esc.) |                 |          |       |        |
| Brigada a 2-a                              | GM Mariasy      |          |       |        |
| Bat. 1 Voluntari din Viena                 |                 |          |       |        |
| Bat. 2 Voluntari din Viena                 |                 |          |       |        |
| Bat. Landwehr Colloredo                    |                 |          |       |        |
| Brigada a 3-a                              | GM Vecsey †     |          |       |        |
| Bat. Grenzer Saint-Georges                 |                 |          |       |        |
| Regimentul 8 Husari Kienmayer (8 esc.)     |                 |          |       |        |
| Divizia a 2-a                              | FML Hohenfeld   | 6 331    |       |        |
| Brigada 1                                  | GM Adler        |          |       |        |
| Regimentul 14 Klebek (2 bat.)              |                 |          |       |        |
| Regimentul 59 Jordis (2 bat.)              |                 |          |       |        |
| Bat. 3 Landwehr din Moravia                |                 |          |       |        |
| Bat. 1 Landwehr din Austria Superioară     |                 |          |       |        |
| Bat. 3 al Legiunii Arhiducelui Carol       |                 |          |       |        |
| Brigada a 2-a                              | GM Hofmeister   |          |       |        |
| Regimentul 60 Giulay (3 bat.)              |                 |          |       |        |
| Regimentul 36 Kollowrat (3 bat.)           |                 |          |       |        |
| Divizia a 3-a                              | FML Kottulinsky | 3 661    |       |        |
| Brigada 1                                  | GM Spleny       |          |       |        |
| Regimentul 51 Spleny (3 bat.)              |                 |          |       |        |
| Regimentul 31 Benjowsky (2 bat.)           |                 |          |       |        |
| Bat. 3 Voluntari din Viena                 |                 |          |       |        |
| Bat. 4 Voluntari din Viena                 |                 |          |       |        |
| Bat. 1 Voluntari din Moravia               |                 |          |       |        |

### Corpul de Rezervă (Liechtenstein)
| Unitate                                                       | Comandant          | Efective | Morți | Răniți |
| ------------------------------------------------------------- | ------------------ | -------- | ----- | ------ |
| Corpul de Rezervă                                             | GdK Liechtenstein  | 17 954   |       |        |
| Divizia 1 (grenadieri)                                        | FML D'Aspre †      | 3 960    |       |        |
| Brigada 1                                                     | GM Merville        |          |       |        |
| Bat. de Grenadieri Scharlach                                  |                    |          |       |        |
| Bat. de Grenadieri Scovaud                                    |                    |          |       |        |
| Bat. de Grenadieri Buteany                                    |                    |          |       |        |
| Bat. de Grenadieri Brzezinsky                                 |                    |          |       |        |
| Brigada a 2-a                                                 | GM Hammer          |          |       |        |
| Bat. de Grenadieri Kirchenbetter                              |                    |          |       |        |
| Bat. de Grenadieri Bissingen                                  |                    |          |       |        |
| Bat. de Grenadieri Oklopsia                                   |                    |          |       |        |
| Bat. de Grenadieri Locher                                     |                    |          |       |        |
| Divizia a 2-a (grenadieri)                                    | FML Prochaska      | 5 940    |       |        |
| Brigada 1                                                     | GM Murray          |          |       |        |
| Bat. de Grenadieri Frisch                                     |                    |          |       |        |
| Bat. de Grenadieri Georgy                                     |                    |          |       |        |
| Bat. de Grenadieri Portner                                    |                    |          |       |        |
| Bat. de Grenadieri Leiningen                                  |                    |          |       |        |
| Brigada a 2-a                                                 | GM Steyrer         |          |       |        |
| Bat. de Grenadieri Hahn                                       |                    |          |       |        |
| Bat. de Grenadieri Hromada                                    |                    |          |       |        |
| Bat. de Grenadieri Legrand                                    |                    |          |       |        |
| Bat. de Grenadieri Dumontant                                  |                    |          |       |        |
| Bat. de Grenadieri Berger                                     |                    |          |       |        |
| Divizia a 3-a (cavalerie)                                     | FML Hessen-Homburg | 3 134    |       |        |
| Brigada 1                                                     | GM Roussel         |          |       |        |
| Regimentul 3 Cuirasieri Albert (6 esc.)                       |                    |          |       |        |
| Regimentul 2 Cuirasieri Arhiducele Francisc (6 esc.)          |                    |          |       |        |
| Brigada a 2-a                                                 | GM Lederer         |          |       |        |
| Regimentul 4 Cuirasieri Prințul Moștenitor Ferdinand (6 esc.) |                    |          |       |        |
| Regimentul 8 Cuirasieri Hohenzollern (6 esc.)                 |                    |          |       |        |
| Brigada a 3-a                                                 | GM Kroyher         |          |       |        |
| Regimentul 1 Cuirasieri ai Împăratului (4 esc.)               |                    |          |       |        |
| Regimentul 6 Cuirasieri Maurițiu Liechtenstein (6 esc.)       |                    |          |       |        |
| Divizia a 4-a (cavalerie)                                     | FML Schwarzenberg  | 1 800    |       |        |
| Brigada 1                                                     | GM Teimern         |          |       |        |
| Regimentul 6 Chevau-légers Rosenberg (8 esc.)                 |                    |          |       |        |
| Regimentul 3 Dragoni Knesevitch (6 esc.)                      |                    |          |       |        |
| Brigada a 2-a                                                 | GM Kerekes         |          |       |        |
| Regimentul de Husari Neutrauer (6 esc.)                       |                    |          |       |        |
| Divizia a 5-a (cavalerie)                                     | FML Nostitz        | 3 120    |       |        |
| Brigada 1                                                     | GM Wartensleben    |          |       |        |
| Regimentul 3 Chevau-légers O'Reilly (6 esc.)                  |                    |          |       |        |
| Regimentul 6 Husari Blankenstein (10 esc.)                    |                    |          |       |        |
| Brigada a 2-a                                                 | GM Rothkirch       |          |       |        |
| Regimentul 1 Dragoni Arhiducele Ioan (6 esc.)                 |                    |          |       |        |
| Regimentul 6 Dragoni Riesch (6 esc.)                          |                    |          |       |        |